# Paksy Balázs

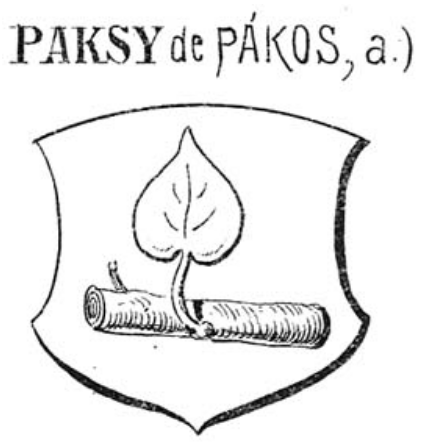
Paksy Balázs győri püspök címere 1525-ből

Paksy Balázs (rákosi) (? – Mohács, 1526. augusztus 29.), Győri egyházmegyei püspök, Győr vármegye főispánja, királyi tanácsos.

## Élete
Az ősrégi kihalt Rátót nemzetségbeli nemesi rákosi Paksy család sarja. Apja Paksy Imre, földbirtokos, anyja Héderváry Ágota. Az apai nagyszülei Paksy Mihály (fl. 1515) szörényi bán, földbirtokos és Haraszty Anna (fl. 1508) voltak. Az anyai nagyszülei Héderváry Pál (fl. 1418-1483), földbirtokos és Garai Katalin (fl. 1440-1443) voltak. Paksy Balázs fivére Paksy János (†1526), Tolna vármegye főispánja, királyi tanácsos, földbirtokos.
Felszentelése után 1513-ban mint óbudai prépost állt a királyi udvar szolgálatában. 1525. február 22-én foglalta el a győri püspöki székét. A mohácsi csatában esett el. Paksy Balázs győri püspök bandériuma jelentős részével odaveszett az ütközetben, 